# CirkologioM
CirkologioM est une compagnie de cirque contemporain installée dans la commune française de Courtenay dans le département du Loiret en région Centre-Val de Loire.

## Présentation
La compagnie est créée en 2002 par Yannick Javaudin et s'installe dans l'agglomération montargoise à Châlette-sur-Loing. Elle débute avec un spectacle de rue DiabologioM joué à plus de 250 reprises.
En 2003, le spectacle Automatics est mis en scène par Joël Colas sur une musique du compositeur François Morel. Il est joué une soixantaine de fois.
En 2005, la compagnie déménage à Courtenay au sein de la structure administrative de l’association Valets Bros productions.
En 2007, la comédie de cirque EgoScopiK est mise en scène par Michel Dallaire (Cirque Gosh, Cirque du Soleil, Archaos, Les Arrosés...) et Christine Rossignol.
En 2008, la compagnie lance un spectacle pour les Arts de la Rue intitulé Elasti-Cité.